# Air Nunavut
Air Nunavut (mã IATA = N/A, mã ICAO = BFF) là hãng hàng không của Canada, trụ sở ở Iqaluit, Nunavut. Hãng đảm nhận các chuyến bay thuê bao và các chuyến di tản người bị thương trong vùng phía bắc Quebec và Greenland. Căn cứ chính của hãng là Sân bay Iqaluit.

## Lịch sử
Air Nunavut được thành lập và bắt đầu hoạt động từ năm 1989 dưới tên Air Baffin. Hãng có các tuyến đường thường xuyên từ năm 1992.

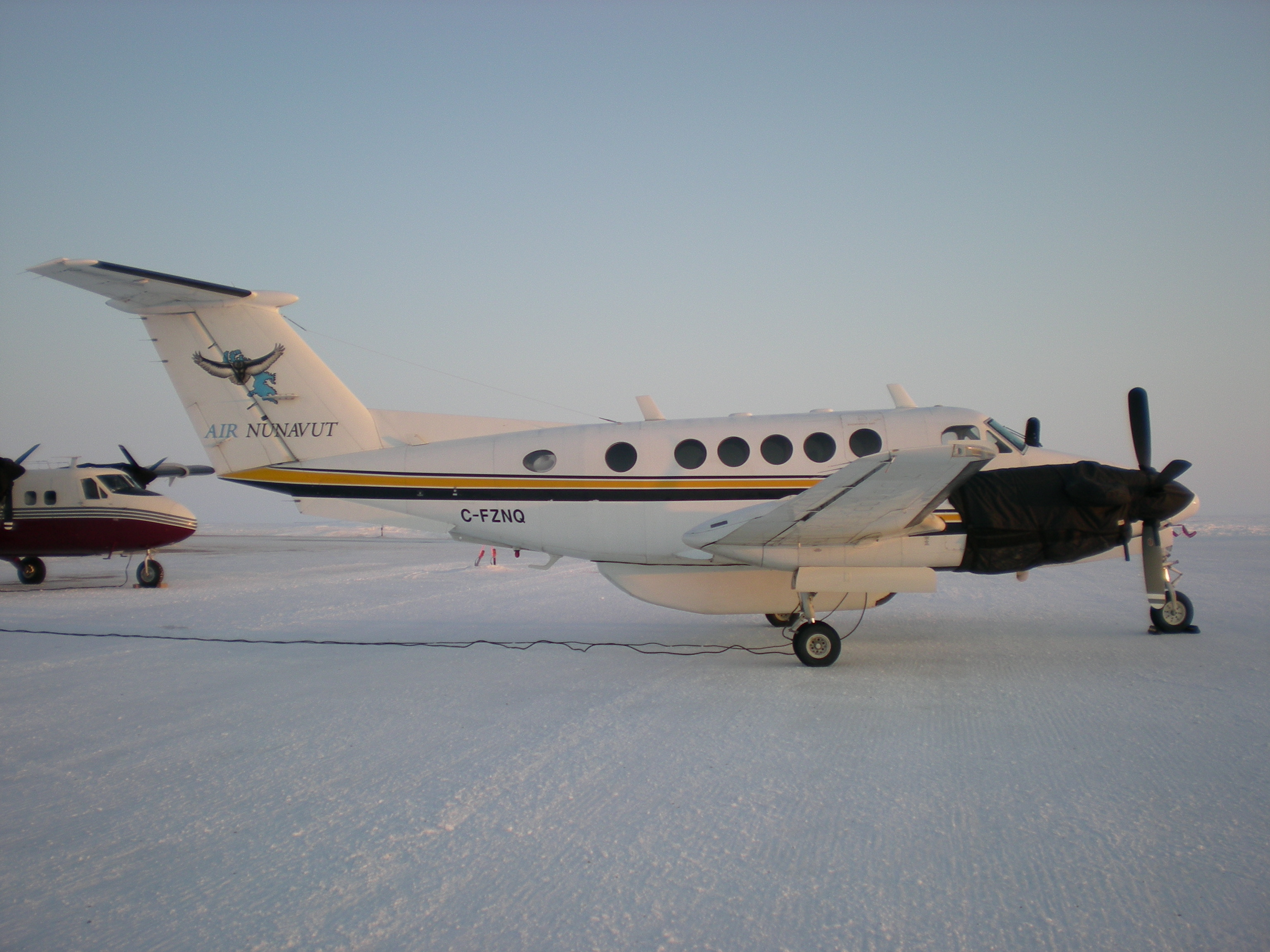
Máy bay Beechcraft Super King Air 200 của Air Nunavut tại Sân bay Cambridge Bay

## Đội máy bay
Theo Transport Canada thì Đội máy bay của Air Nunavut gồm các máy bay sau (tháng 3/2007) :
Theo Flight International thì Đội máy bay của Air Nunavut như sau (tháng 3/2007) :
- 3 Raytheon Beech King Air 200
- 1 Dassault Falcon 10
- 1 Dassault Falcon 1000